# San Cibrián (Ardón)
San Cibrián es una localidad española perteneciente al municipio de Ardón, en la comarca del Tierra de León, provincia de León, comunidad autónoma de Castilla y León. Está situado al final de la CV-194-10.

## Demografía
Tiene 39 habitantes, 25 varones y 14 mujeres censados en el municipio.